# Joanna Russ
Pour les articles homonymes, voir Russ.
Joanna Russ, née le 22 février 1937 à New York et morte le 29 avril 2011 à Tucson dans l'Arizona, est une écrivaine et critique littéraire américaine de science-fiction féministe et lesbienne, également professeure de littérature anglaise. Elle est connue pour ses essais critiques, notamment How to Suppress Women's Writing, et pour son roman L'autre moitié de l'homme. Proche de Samuel Delany, James Tiptree Jr

## Biographie

### Enfance et formation
Née le 22 février 1937 à New York, Joanna Russ grandit dans le Bronx dans une famille juive ashkénaze,. Ses parents, Evarett Russ et Bertha Zinner enseignent à l'université.
Elle commence à écrire dès son enfance, de manière prolifique, que ce soient des poèmes, des bandes dessinées, des histoires ou des illustrations. Elle remplit d'innombrables carnets de notes qu'elle relie parfois à la main.
En plus de la littérature, elle est passionnée de botanique et de biologie et passe tout son temps entre le zoo du Bronx et les jardins botaniques. En 1953, élève à la William Howard Taft High School (en), elle reçoit un prix scientifique au Westinghouse Science Talent Search.
Elle obtient une licence en 1957 avec mention très bien en anglais de l'Université Cornell, sous la direction de Vladimir Nabokov. Elle étudie aussi les sciences humaines et sociales. Elle obtient ensuite une maîtrise en écriture dramatique et en littérature dramatique à la School of Drama de l'Université Yale en 1960,.

### Carrière

#### Carrière universitaire
Joanna Russ enseigne de 1966 à 1967 au Queensborough Community College (en) à New-York, à l'Université Cornell de 1966 à 1972,   l'Université d'État de New York à Binghamton de 1972 à 1975 et l'Université du Colorado à Boulder de 1975 à 1977. En 1977 elle est recrutée comme professeure associée à l'Université de Washington. Elle est boursière de la Fondation nationale pour les sciences humaines en 1974-75. Elle est promue professeure ordinaire en 1984 et prend sa retraite de l'enseignement académique en 1991.
En tant qu'universitaire, elle est connue pour son étude de Willa Cather, qui évoque l'homosexualité de cette dernière, un sujet longtemps resté tabou,.

#### Carrière littéraire
Tout en enseignant la littérature anglaise dans diverses universités, elle écrit et publie des nouvelles et des romans. En 1959, la première histoire de Joanna Russ, Nor Custom Stale, est publiée dans The Magazine of Fantasy & Science Fiction alors qu'elle étudie encore le théâtre à l'université Yale. Elle consacre dès lors son écriture à la science-fiction.
En 1968 elle publie Pique-nique au Paradis (1968), puis L'Autre Moitié de l'homme (The Female Man, 1975), Alyx (1976), We Who Are About to (1977), Des gens (extra) ordinaires (1983), The Hidden Side of the Moon (1987). Lorsque tout changea, une nouvelle qui annonce les thèmes féministes de L'Autre Moitié de l'homme, obtient un prix Nebula en 1972. Les deux textes se déroulent dans l'univers de Lointemps, un monde dépourvu d'ĥommes, où les femmes se reproduisent en fusionnant leurs ovules.
Le court roman fantastique historique Âmes (titre original :Souls)  remporte le Prix Hugo du meilleur roman court en 1983
Outre la rédaction de romans et nouvelles, elle a également une activité de critique littéraire de science-fiction en abordant cette question d'un point de vue féministe. Elle est ainsi l'autrice de nombreux autres essais, comme How to Suppress Women's Writing ou Magic Mommas, Trembling Sisters, Puritans and Perverts. Elle écrit également de nombreux articles théoriques et critiques sur la science-fiction, partiellement rassemblés dans To Write Like a Woman: Essays in Feminism and Science-Fiction (1995). Elle est notamment connue pour ses études sur Willa Cather invoquant son lesbianisme. « Ses essais et livres de non-fiction étaient souvent polémiques mais toujours raisonnés et savants. Les lire parallèlement à sa fiction, c'est avoir un aperçu de la profonde intelligence et de la personnalité remarquable de Russ, mais aussi prendre nerveusement conscience de son étonnante colère littéraire », écrit en 2011 le journaliste Christopher Priest dans The Guardian.
Elle écrit aussi un livre pour enfants paru en 1978 : A Tale of Magic.
Défenseure des tendances new wave, elle est très proche d'auteurs de science-fiction comme Ursula K. Le Guin ou Samuel R. Delany.

### Vie privée
Joanna Russ se sait lesbienne depuis son plus jeune âge mais elle met un certain temps à accepter puis à revendiquer sa sexualité. Elle a d'ailleurs été mariée à un homme.
Pendant de longues années, elle souffre du syndrome de fatigue chronique et de maux de dos qui l'obligent à écrire debout.
En avril 2011, elle subit une série d'accidents vasculaires cérébraux et demande à ne pas être réanimée en cas de prochain accident vasculaire cérébral.
Le 29 avril 2011, à l'âge de 74 ans, elle meurt à Tucson, dans l'Arizona, des suites d'un accident vasculaire cérébral,.

## Féminisme
Joanna Russ est considérée comme une féministe radicale. Elle affiche ouvertement son lesbianisme. Ses préoccupations féministes commencent à la fin des années 1960, avec la publication de ses histoires sur Alyx.
En 1974, l'éditeur du fanzine Khatru, Jeffrey Smith, invite des auteurs de science-fiction à participer à une série de discussions sur la place des femmes dans ce genre littéraire. Samuel R. Delany et James Tiptree Jr sont sollicités, sur suggestion de Joanna Russ, pour donner leur opinion en tant qu'« hommes » sur la question.
Dès 1975, Joanna Russ entame une réflexion sur la place des femmes en science-fiction, avec l'ambition de cartographier leurs contributions et de définir ce que pourrait être une science-fiction féministe. Elle débute cette entreprise par un essai sur la bataille des sexes en science-fiction qui fait date, intitulé : Amor Vincit Foeminam: The Battle of the Sexes in Science Fiction. Elle y analyse les différentes positions prises par les auteurs de science-fiction sur ce trope récurrent et son implication pour la participation des femmes en science-fiction,,. Cet essai influence Justine Larbalestier à publier une thèse puis un livre sur le sujet,. Kameron Hurley évoque en 2016 l'importance de cet essai et de son autrice pour la science-fiction féministe dans son livre The Geek Feminist Revolution dans le chapitre I'll Make the  Pancakes : On Opting in-and out of the writing game.
Son roman le plus connu, L'Autre Moitié de l'homme, parait également en 1975. Ce livre, qui raconte les histoires entrelacées de quatre femmes, inaugure la science-fiction féministe.

## Critiques
Certains critiques la trouvent trop polémique mais la plupart sont positives et soulignent son style de prose, son humour, son intelligence et son approche novatrice de la fiction.
En 1983, dans le New York Times, Gerald Jonas classe Joanna Russ « parmi le petit groupe de stylistes accomplis de la science-fiction ».
Joanna Russ a fait l’objet de nombreuses études critiques, notamment celles recueillies dans On Joanna Russ, édité par Farah Mendlesohn et publié en 2009 par Wesleyan University Press,.

## Œuvres

### Romans
- Âmes
- Pique-nique au Paradis, OPTA, coll. « Galaxie-bis », 1973 ((en) Picnic on Paradise, 1968)
- (en) And chaos died, Berkley Pub. Corp, 1979  (ISBN 9780425041352)
- L'Autre Moitié de l'homme, Robert Laffont, coll. « Ailleurs et Demain », 1977 ((en) The Female Man, 1975), trad. Henry-Luc Planchat, 290 p.Réédition sous le titre L'Humanité-Femme, Mnémos, coll. « Stellaire », 2023, trad. Henry-Luc Planchat révisée par Nathalie Mège, 304 p. (ISBN 978-2-38267-082-8)
- Protocole solitude, Cambourakis, 2024 ((en) We Who Are About To, 1977)
- (en) The Two of Them, 1978[22]
- (en) On Strike Against God, 1980

### Recueils de nouvelles
- (en) The Adventures of Alyx, 1976
- (en) The Zanzibar Cat, 1983
- Des gens (extra) ordinaires, Denoël, coll. « Présence du futur », 1984 ((en) Extra(ordinary) People, 1983)
- (en) The Hidden Side of the Moon, 1987[23].

### Nouvelles parues en français
- Petit manuel de conversation courante à l'usage des touristes, 1976 ((en) Useful Phrases for the Tourist, 1972)

### Essais
- (en) Joanna Russ, « "Amor Vincit Foeminam:" The Battle of the Sexes in in Science Fiction (Amor Vincit Foeminam: la bataille des sexes en science-fiction) », Science Fiction Studies, vol. 7, no 1,‎ 1980, p. 2–15 (ISSN 0091-7729, lire en ligne , consulté le 6 juillet 2022)
- (en) How to Suppress Women's Writing, 1983
- (en) Magic Mommas, Tremblig Sisters, Puritans and Perverts, 1985
- (en) « Transformations of Identity in the Work of Willa Cather », Journal of Homosexuality, vol. 12, nos 3-4,‎ 14 août 1986, p. 77–86 (ISSN 0091-8369 et 1540-3602, DOI 10.1300/J082v12n03_07, lire en ligne, consulté le 2 juillet 2024).
- (en) To Write Like a Woman: Essays in Feminism and Science-Fiction, 1995
- (en) What Are We Fighting For?: Sex, Race, Class, and the Future of Feminism, 1997
- (en) The Country You Have Never Seen, 2007
- « Vers une esthétique de la science-fiction », ReS Futurae. Revue d’études sur la science-fiction, no 2,‎ 30 avril 2013 (ISSN 2264-6949, DOI 10.4000/resf.291, lire en ligne , consulté le 29 juin 2024).

### Livre pour enfant
- (en) A Tale of Magic, 1978[3]

## Prix[24]
- Âmes (Souls) : prix Hugo du meilleur roman court 1983 et prix Locus du meilleur roman court 1983
- Lorsque tout changea (When It Changed) : prix Nebula de la meilleure nouvelle courte 1972
- Prix Alice B Readers 2008